# Breitenworbis
Breitenworbis är en kommun och ort i Landkreis Eichsfeld i förbundslandet Thüringen i Tyskland.
Kommunen ingår i förvaltningsområdet Eichsfeld-Wipperaue tillsammans med kommunerna Buhla, Gernrode, Haynrode och Kirchworbis.